# Бяла бреза
Бялата бреза (Betula pendula) е широколистно листопадно дърво с добре развита коренова система. Характерно в кореновата система на бялата бреза е, че по-развити са страничните корени, които водят началото си почти от основата на растението. За разлика от тях главният корен е сравнително малък и къс. Почвите, върху които бялата бреза се развива най-добре, са сиви горски и кафяви горски почви. Стъблото на бялата бреза е сравнително тънко и е покрито с бяла кора, която периодично пада на тънки люспи. Характерния за кората бял цвят се дължи на съдържанието на веществото бетулин в нейния състав. Това е единственото бяло багрило, съществуващо в природата.
На височина бялата бреза достига до около 30 метра. Формата на листната петура е ромбовидна до почти триъгълна (т.е. делтоид). Ръбът на листата е двойно назъбен. Листата са свързани с дълги листни дръжки към клоните на дървото.
Мъжките съцветия на бялата бреза представляват дълги висящи реси. Всяка реса е изградена от много на брой малки цветове. Всеки цвят на брезата е изграден от четириделен околоцветник и от 2 до 3 тичинки. Женските цветове също са събрани в реси, но за разлика от мъжките реси, женските са с яйцевидна или кълбовидна форма. Всеки женски цвят разполага с плодник с двуделно близалце. Цъфтежът на бялата бреза продължава около месец и половина. Оптималната възраст на бялата бреза е около 150 години.

## Приложение
В България, бялата бреза се използва изключително за залесяване на паркови и парково-градски райони. Това е така поради сравнително бързия растеж на брезата през първите десетилетия. Дървесината се използва предимно за производство на шперплат. От бялата бреза се извлича катран.

## Галерия
- Кора
- Листа
- Пъпки
- Реси
- Дървета